# Typocerus octonotatus
Typocerus octonotatus là một loài bọ cánh cứng trong họ Cerambycidae.